# سارلس (داکوتای شمالی)
سارلس(به انگلیسی: Sarles) شهری در ایالت داکوتای شمالی کشور ایالات متحده آمریکا است که جمعیت آن در سرشماری سال ۲۰۱۰ میلادی، ۲۸ نفر بوده‌است.